# یوسوکه نیشیاما
یوسوکه نیشیاما (انگلیسی: Yusuke Nishiyama؛ زادهٔ ۱۸ سپتامبر ۱۹۹۴) بازیکن فوتبال اهل ژاپن است.
از باشگاه‌هایی که در آن بازی کرده‌است می‌توان به باشگاه ورزشی یوکوهاما اشاره کرد.